# 2020 en sociologie
| Années de la sociologie : 2017 - 2018 - 2019 - 2020 - 2021 - 2022 - 2023    |
| Décennies de la sociologie : 1990 - 2000 - 2010 - 2020 - 2030 - 2040 - 2050 |

L'année 2020 a connu, dans le domaine de la sociologie, les faits suivants. 

## Événements

### Septembre
- 17 septembre : Publication de la traduction française Pornland : Comment le porno a envahi nos vies de la sociologue Gail Dines aux Éditions Libre.